# Улица Волгина (Београд)
| Улица Волгина | Улица Волгина              |
| ------------- | -------------------------- |
|               |                            |
| Општина       | Звездара                   |
| Почетак       | Улица Милана Ракића        |
| Крај          | Улица Драгослава Срејовића |
| Дужина        | 4000 m                     |
| Ширина        | 15 m                       |
| Стари називи  | Лаудонов шанац             |
|               |                            |
|               |                            |

Улица Волгина налази се на територији општине Звездара у Београду и протеже се од Улице Милана Ракића код Основне школе "Марија Бурсаћ", кружи кроз Звездарску шуму, да би се завршила једним краком у Улици Драгослава Срејовића, а другим у Улици Вељка Дугошевића. На адреси ове улице налазе се неки од најзначајнијих објеката у Београду, као што су Астрономска опсерваторија или Институт Михајло Пупин.

## Име улице
Садашњи назив улица је добила 1948. године, а пре тога, од 1929. године, носила је назив Лаудонов шанац.
Име је добила по Волги, реци у Русији и најдужој у Европи, која извире у Валдајској гори и улива се у Каспијско море. У њеном сливу налазе се градови као што су Казањ и Волгоград (паније Царицин, Стаљинград). Везана је каналима са Доном и Балтичким и Белим морем.

## Волгином улицом
У Волгиној улици се налази Астрономска опсерваторија чија је градња окончана 1932. године. У време градње овај део града се називао Велики Врачар, али ће управо због новог објекта његово име бити промењено у Звездарницу, а потом ће и цела општина добити данашњи назив - Звездара.
Опсерваторија је изграђена на овом месту због чињенице да се ово брдо налази на 245 метара надморске висине и, поред Авале, представља једну од највиших тачака Београдa.
После изградње Опсерваторије, започеће пошумљавање овог дела града и стварање парка-природе или споменика природе Звездарска шума. Пошумљавање ће бити нарочито интензивно у првим годинама после Другог светског рата. У шуми расте различито листопадно дрвеће, међу којима су: бели јасен, бела топола, млеч, трешња, бреза, вез, пољски брест, мечија леска и орах. Данас је Звездарска шума једно од највећих излетишта града.
У самом природном амбијенту шуме налази се и вртић "Звездани гај", а по изласку из шуме налази се Институт "Михајло Пупин", основан 1946. године који данас представља једну од водећих домаћих научноистраживачких установа на пољу електронике, телекомуникација, роботике и рачунарства.
У Волгиној улици се налази и напуштени војни објекат-касарна, која је исељена и пре НАТО бомбардовања, али која је гађана пројектилима у априлу 1999. године.

## Галерија
- Звездарска шума (аутор Б. Миладиновић)
- Спољашњост Астрономске опсерваторије (аутор С. Неговановић)